# Artur Gurgul
Artur Zbigniew Gurgul – polski zootechnik, doktor habilitowany nauk rolniczych, profesor na Uniwersytecie Rolniczym im. Hugona Kołłątaja w Krakowie.

## Kariera naukowa
W 2004 roku na Uniwersytecie Rolniczym im. Hugona Kołłątaja w Krakowie uzyskał tytuł magistra inżyniera zootechniki. W 2005 roku został zatrudniony w Instytucie Zootechniki – Państwowym Instytucie Badawczym, gdzie w 2011 roku uzyskał stopień doktora nauk rolniczych w zakresie zootechniki na podstawie rozprawy pt. Analiza polimorfizmu wybranych genów pod kątem odporności/podatności bydła na encefalopatię gąbczastą, której promotorem była Ewa Słota. W 2019 roku ten sam instytut nadał mu stopień doktora habilitowanego nauk rolniczych w dyscyplinie zootechniki na podstawie pracy pt. Wykorzystanie narzędzi genomiki w badaniach nad zmiennością genomu i zróżnicowaniem genetycznym wybranych ras bydła. W 2019 roku zakończył pracę w instytucie. W tym samym roku został zatrudniony na Uniwersytecie Rolniczym im. Hugona Kołłątaja w Krakowie.